# Joan Antigó
Joan Antigó (1409-1452…), també conegut com a mestre de Banyoles fou un pintor actiu a Catalunya durant el segle xv. Se'l relaciona amb la família Borrassà, on probablement fou un deixeble del taller familiar. És conegut per aquest nom de mestre de Banyoles degut al retaule de Nostra Senyora de l'Escala que hi ha al monestir de Sant Esteve de Banyoles. Aquest retaule fou encarregat per l'abat Pau per 200 florins i té cinc cossos verticals, amb un espai buit al centre per a posar-hi la Mare de Déu. Els quatre cossos laterals mostren escenes de la vida de la Mare de Déu per ordre cronològic. Amb motiu de la celebració del 75è aniversari del MNAC, es va desmuntar temporalment per mostrar-ho al museu.
La seva primera obra documentada és la del retaule de Santa Caterina de la capella homònima de la Catedral de Girona, realitzat el 1432 amb la col·laboració probable de Jaume Borrassà i Francesc Borrassà II. També va finalitzar un retaule al castell dels Vilademany, que havia deixat inacabat Francesc Borrassà I en el moment de la seva mort.
El 1435 va realitzar un retaule dedicat a Sant Andreu per a l'església de Sant Gregori i un dedicat a Sant Roc per a la capella de l'església de Vilablareix. Més endavant, el 1442, realitzà un altre retaule per a l'església de Sant Maià de Montcal.

## Obra
La seva tècnica es podria incloure dins el gòtic internacional. La seva obra denota una gran tècnica en el dibuix, amb gran habilitat per dibuixar rostres i expressions de les persones.
Es pot veure un retaule atribuït a ell i a Honorat Borrassà al Museu Nacional d'Art de Catalunya. L'obra és un retaule a Sant Joan Baptista i sant Esteve. Aquesta obra podria procedir de l'església de Sant Domènec de Puigcerdà.
El 2003, Francesc Ruiz i Quesada va atribuir a Antigó i Honorat Borrassà una Mare de Déu que va formar part d'una predel·la, avui al Metropolitan Museum of Art.